# Matthew Chapman
Matthew Chapman (Cambridge, Inglaterra, 2 de setembro de 1950) é um cineasta, escritor, jornalista e ativista inglês.

## Carreira como escritor e cineasta
Chapman roteirizou e dirigiu seis filmes, escreveu inúmeros roteiros, publicou artigos nas revistas Harper's e National Geographic, entre outras, atualmente mantém blogs no Huffington Post e é autor de dois livros, Trials of the Monkey - An Accidental Memoir e 40 Days and 40 Nights – Darwin, Intelligent Design, God, OxyContin, and Other Oddities on Trial in Pennsylvania.
Seu último filme, The Ledge, que escreveu e dirigiu, é estrelado por Charlie Hunnam, Liv Tyler, Terrence Howard e Patrick Wilson. Foi filmado na Louisiana e competiu no Festival Sundance de Cinema em 2011. Adquirido pela IFC, teve seu lançamento nos cinemas estadunidenses e já foi exibido em mais de 50 territórios em todo o mundo. O filme retrata um embate intelectual, pessoal e, finalmente, fatal entre um ateu e um cristão evangélico. Um ateu em uma borda no alto de um prédio é forçado a decidir entre sua vida e a de alguém que ele ama. De acordo com Chapman, é "o primeiro longa-metragem pró-ateísta lançado na América". Seu objetivo era "colocar um trabalho que traz os argumentos intelectuais básicos para o ateísmo, mas também apresenta um poderoso argumento emocional contra a crueldade de um tipo religioso" e as "formas pelas quais as pessoas sofrem como resultado disso".
Chapman está atualmente trabalhando em vários scripts, incluindo o de The American Guest, ambientado no Brasil no início do século XX e outro sobre parte da vida de Paul Watson, fundador da organização Sea Shepherd Conservation Society, cofundador do Greenpeace e suposto ecoterrorista. Chapman também está trabalhando no roteiro de um musical ambientado na Itália do século XV e escrevendo dois projetos para TV. No passado, ele escreveu para diretores tão diversos como Alfonso Cuarón, Walter Salles, Bruno Barreto, Tony Kaye e Alan Pakula, e para atores como Helen Mirren, Rachel Weisz, Kevin Spacey, Johnny Depp, Bruce Willis, Charlie Hunnam, Liv Tyler, Terence Howard e a atriz australiana Miranda Otto. Ele ganhou vários prêmios, entre os quais o Prêmio ABL de Cinema, em 2014, pelo roteiro do filme Flores Raras, dirigido por Bruno Barreto em 2013.
Chapman escreveu amplamente sobre a controvérsia criação versus evolução nos EUA, particularmente o caso Kitzmiller contra Dover Area School District, no qual 11 pais processaram com sucesso o distrito escolar para evitar que uma declaração fosse lida em voz alta nas aulas de ciências da nona série, sempre que a evolução fosse ensinada, e está envolvido na promoção da ciência e ética na tecnologia em todo o mundo.

## Vida pessoal
Matthew Chapman mora em Nova York. É casado com a produtora brasileira de documentários Denise Dumont, com quem tem uma filha, Anna Bella Charles Darwin Teixeira Chapman, e um enteado, Diogo Marzo, que mora na Austrália e apresenta um programa de rádio sobre política chamado Think About It.
A ligação familiar de Chapman com o Brasil é grande. Seu sogro, que não teve a oportunidade de conhecer em vida, foi Humberto Teixeira, compositor musical cuja vida foi retratada no documentário O Homem que Engarrafava Nuvens (vencedor dos prêmios de Melhor Documentário e Melhor Trilha Sonora da Academia Brasileira de Cinema em 2011), produzido por Denise Dumont e tendo o próprio Chapman como produtor associado.

### Família
Matthew Chapman é bisneto de Charles Darwin. Sua mãe Clare era filha do professor de filosofia e escritor Francis Cornford e da poetisa Frances Cornford (nascida Darwin), filha de sir Francis Darwin. Seu pai, Cecil Chapman, era filho do notável físico e astrônomo Sydney Chapman, responsável pela pesquisa inicial sobre a natureza da camada de ozônio.

## Filmografia
- Hussy (1980) (roteirista, diretor)
- Strangers Kiss (1983) (roteirista, diretor)
- Slow Burn (1986) (roteirista, diretor)
- Heart of Midnight (1988) (roteirista, diretor)
- A Grande Arte (1991) (diálogos adicionais) (roteirista: versão inglesa)
- Consenting Adults (1992) (roteirista)
- Color of Night (1994) (roteirista)
- What's the Worst That Could Happen? (2001) (roteirista)
- Runaway Jury (2003) (roteirista)
- Black Water Transit (2009) (roteirista)
- The Ledge (2011) (roteirista, diretor)
- Flores Raras (2013) (roteirista)